# Edward Beyer
Edward Beyer   (Aquisgrà, 1820 - Múnic, 1865) va ser un paisatgista alemany que va ser actiu als Estats Units i es va fer conegut per la seva representació del sud d'antebellum.

## Biografia
Va néixer Eduard Beyer a Aquisgrà, i es va graduar a l'Acadèmia d'Art de Düsseldorf, o la Kunstakademie de Düsseldorf, on va estudiar entre 1837 i 1838 amb Joseph Wintergerst i Rudolf Wiegmann. Va viatjar als Estats Units el 1848 amb la seva dona, vivint primer a Newark, Nova Jersey i després a Filadèlfia, Pennsilvània i Cincinnati, Ohio.
Va visitar Virgínia el 1854 i es va quedar fins al 1856 o 1857 aproximadament dibuixant i pintant una sèrie d'escenes que apareixeran al seu Àlbum de Virgínia (1857).
Edward Beyer finalment va tornar a Alemanya i va morir a Múnic el 1865.

## Estil artístic

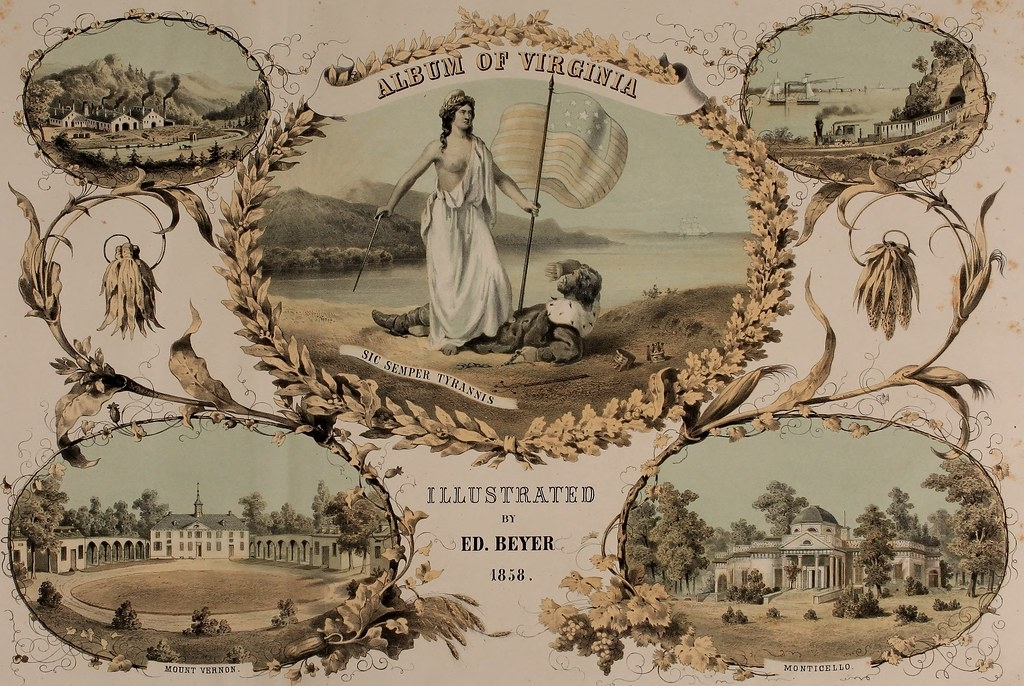
Àlbum de Beyer de Virgínia, 1857

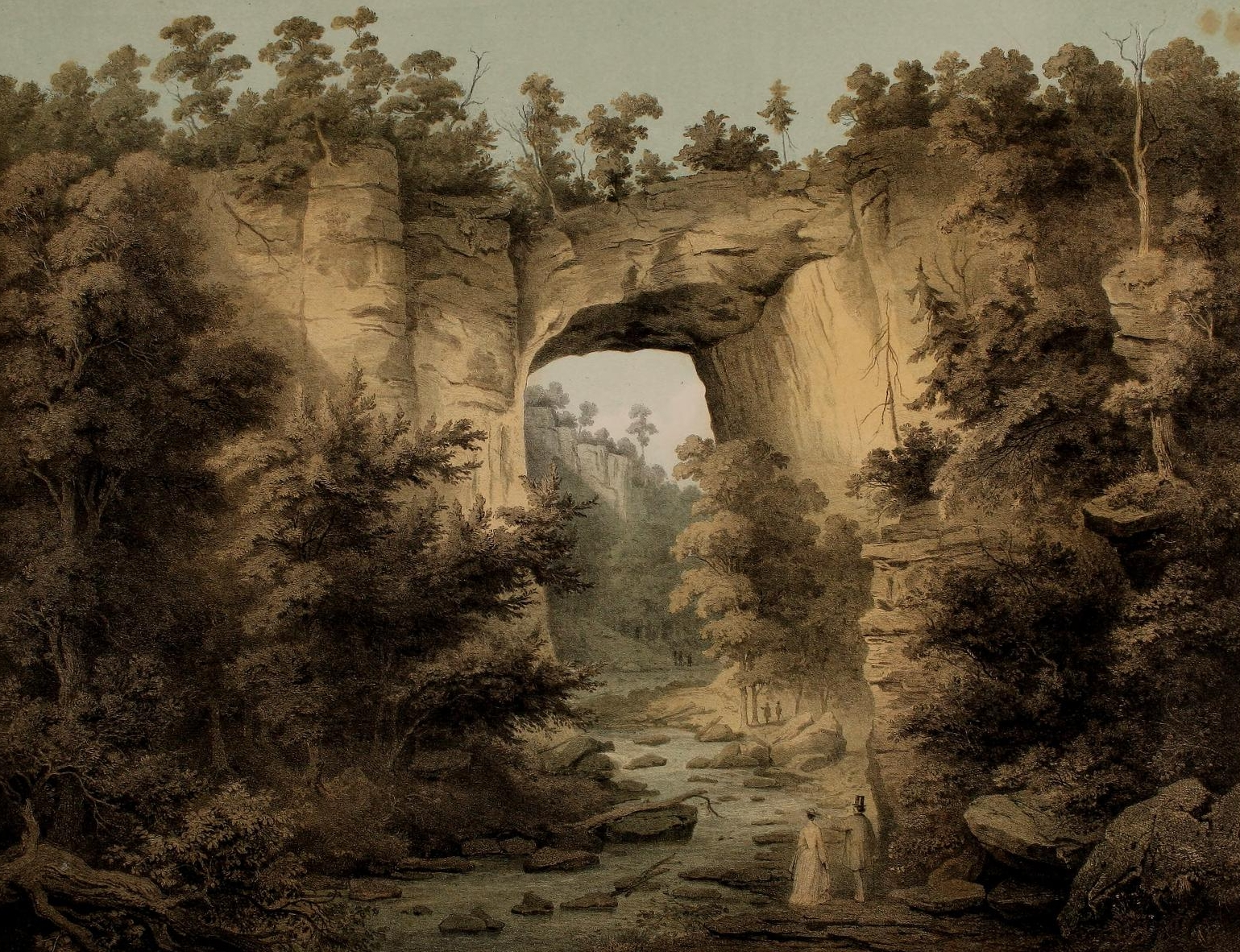
Natural Bridge, Virginia de Beyer

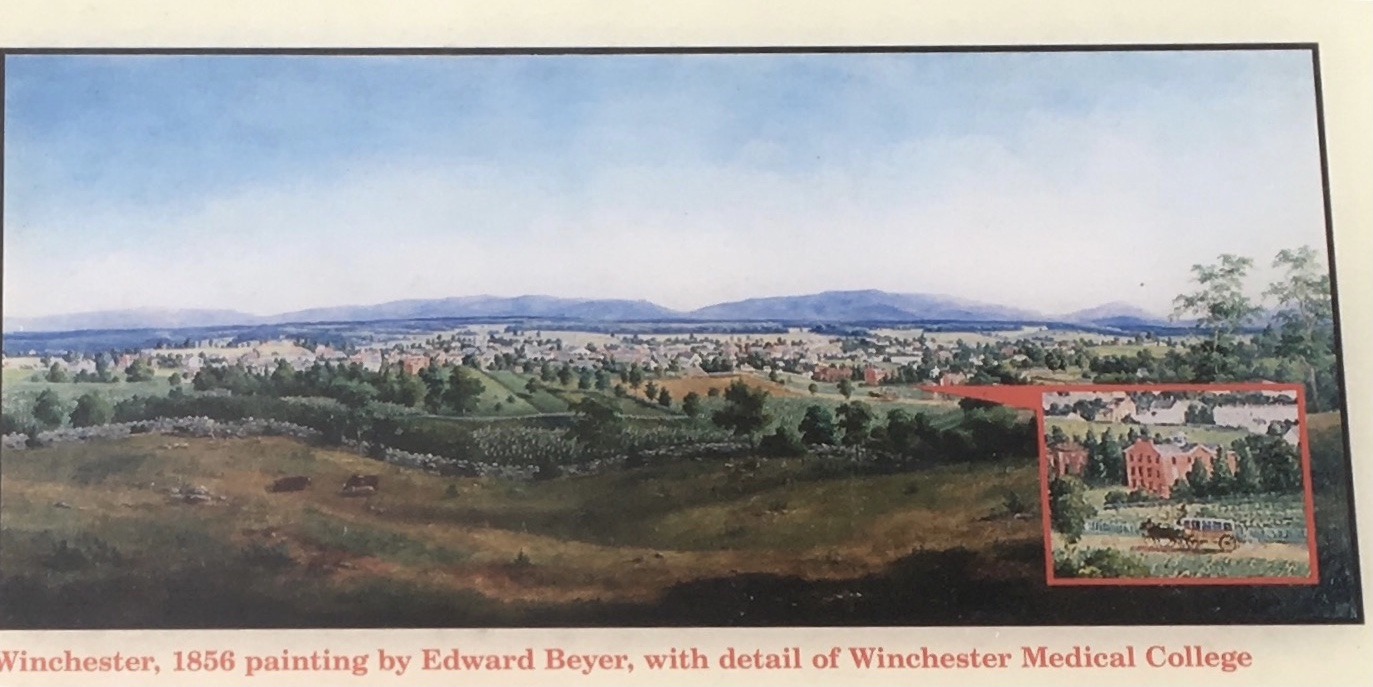
Winchester Medical College, Winchester, Virgínia (detall). Edward Beyer, 1856.

L'estil de Beyer es va formar a l'Acadèmia de Düsseldorf amb la seva tradició de classicisme i romanticisme i els crítics tenen una visió favorable dels esforços artístics de Breyer.
A la seva pintura de la plantació de Bellevue prop de Ridgeway, comtat de Henry, Virgínia, una granja de la família Andrew i Maria Lewis, Beyer representa vuit esclaus treballant en un camp de blat. La pintura es realitza amb «l'estil dramàtic de l'Acadèmia de Düsseldorf, que posava èmfasi en l'atmosfera, l'acció i el drama».
Algunes de les seves obres comprenien escenes industrials com ferrocarrils i ponts, juxtaposant romanticisme i realisme.
La pintura del que era Charleston, Virgínia el 1854 va ser declarada pintura trifecta per l'avaluadora d'Antiques Roadshow (sèrie de televisió dels EUA) Colleene Fesko. Fesko va dir que es va sorprendre quan va veure la peça i va haver de treure les ulleres per examinar amb detall el treball panoràmic. Mentre estava a Charleston, a Beyer se li va oferir una comissió d'una sèrie d'empresaris de la comunitat. Van haver de fer un sorteig per decidir qui seria el propietari del quadre, i des d'aleshores va romandre amb la mateixa família. Fesko va dir que Beyer va crear 40 pintures panoràmiques de paisatges de ciutats de Virgínia a mitjans del segle xix.
Els historiadors de l'art van lloar «l'estil delicat i precís» de Beyer i el «refinament característic de la proporció».

## Llista d'obres
- Charleston, Virginia (ara West Virginia)
- Natural Bridge (Virginia)
- Harper's Ferry from Jefferson Rock
- Rockfish Gap and the Mountain House
- The High Bridge near Farmville
- The drums. The tapestry Room. Weyers Cave
- Stribling Springs
- Burner's White Sulphur Spr. Shenandoah Co.
- White Sulphur Spring Montgomery
- View from the Peak of Otter
- View from the Hawks Nest
- Little tunnel near Shawsville, Va. & T.R.R.
- Old Sweet Springs
- Rockbridge Alum Spring
- Yellow Sulphur Springs
- Blue Sulphur Spring
- Falling Springs
- View from Gambles Hill
- Bullard Rock on the New River
- View's of Weyer's Cave
- Salt Sulphur Spring
- Red Sulphur Spring
- Salt Pond from the Salt Pond Knob
- Kanawha Fall
- U.S. Armory in Harpers Ferry
- Viaduct on Cheat River B & O.R.R.
- White Sulphur Springs
- Fauquier White Sulphur Springs
- Hot Springs
- Old Point Comfort. Hygeia Hotel
- View from Little Sewell Mountain
- James River Canal near the mouth of the North River
- View of the Peaks of Otter
- Red Sweet Springs
- Warm Springs.

## Galeria

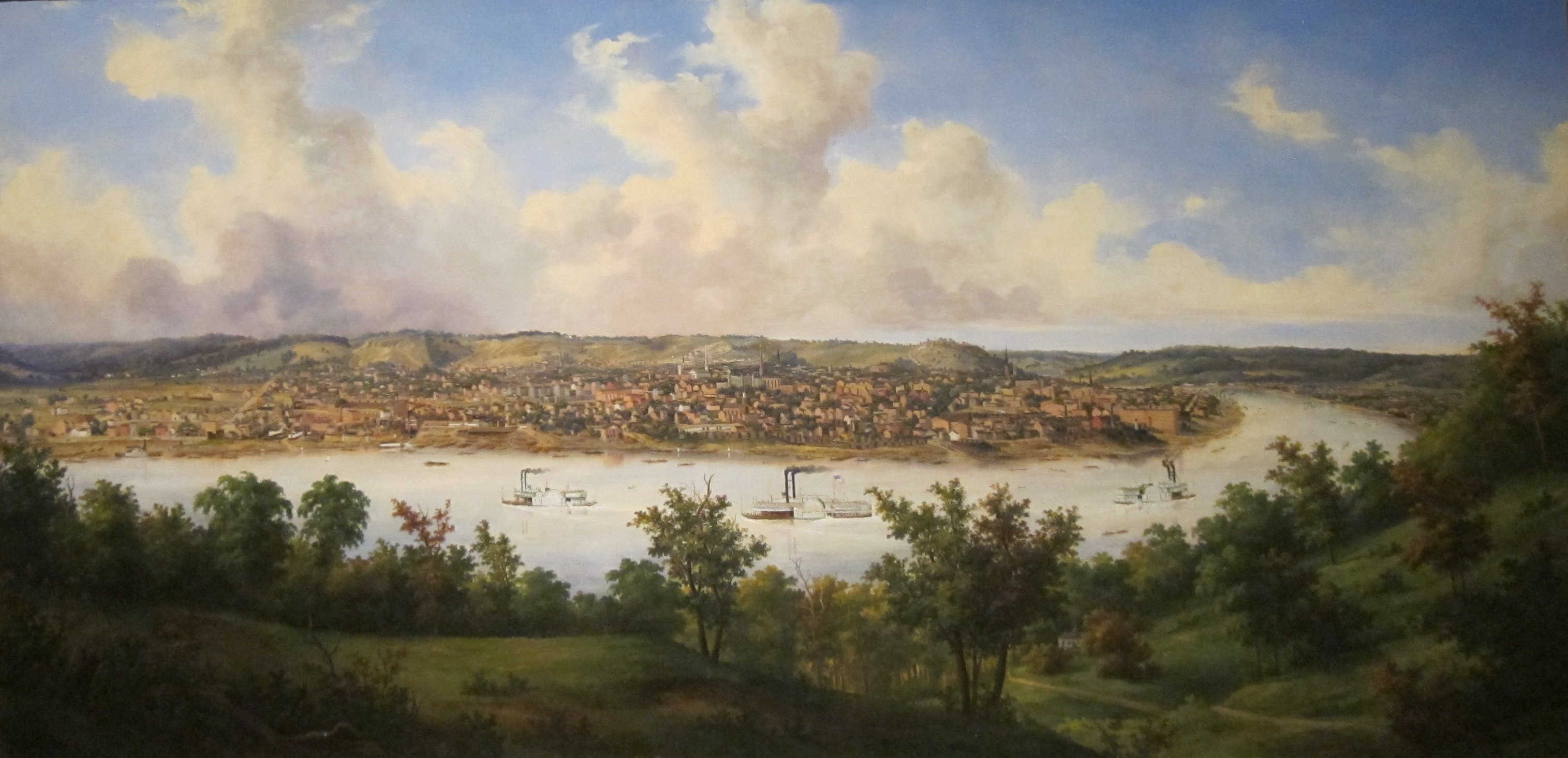
Vista de Cincinnati
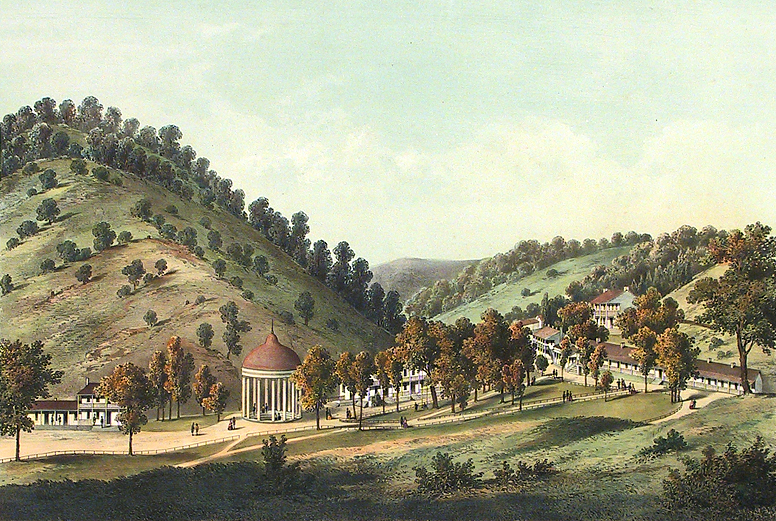
Red Sulphur Springs
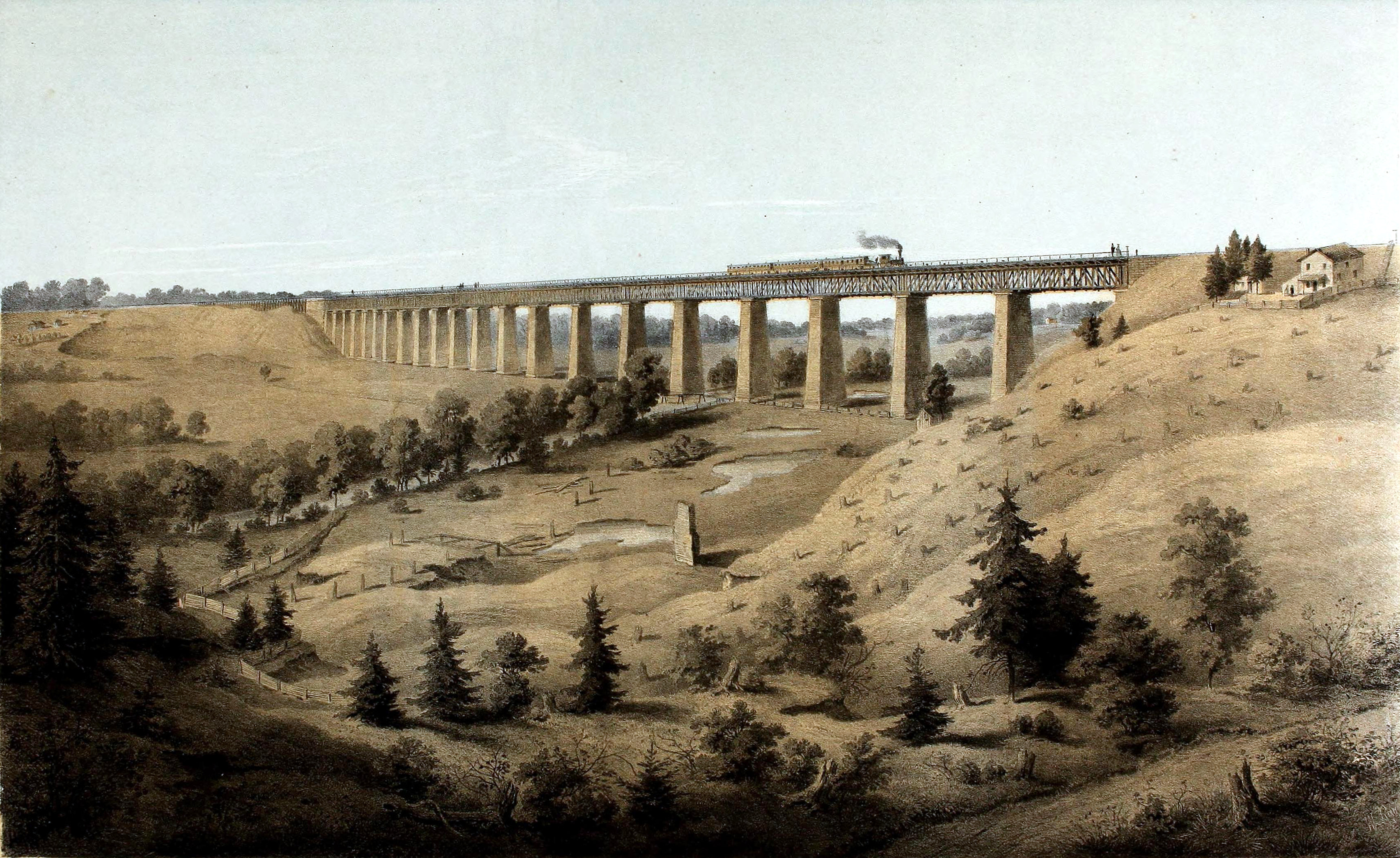
The High Bridge Near Farmville
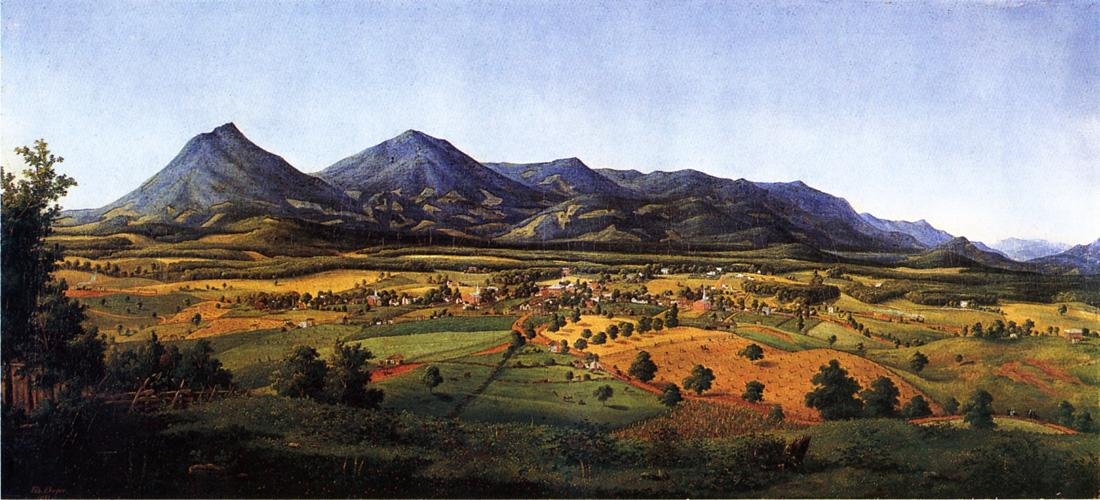
Els Cims de la Llúdriga i la Ciutat de la Llibertat
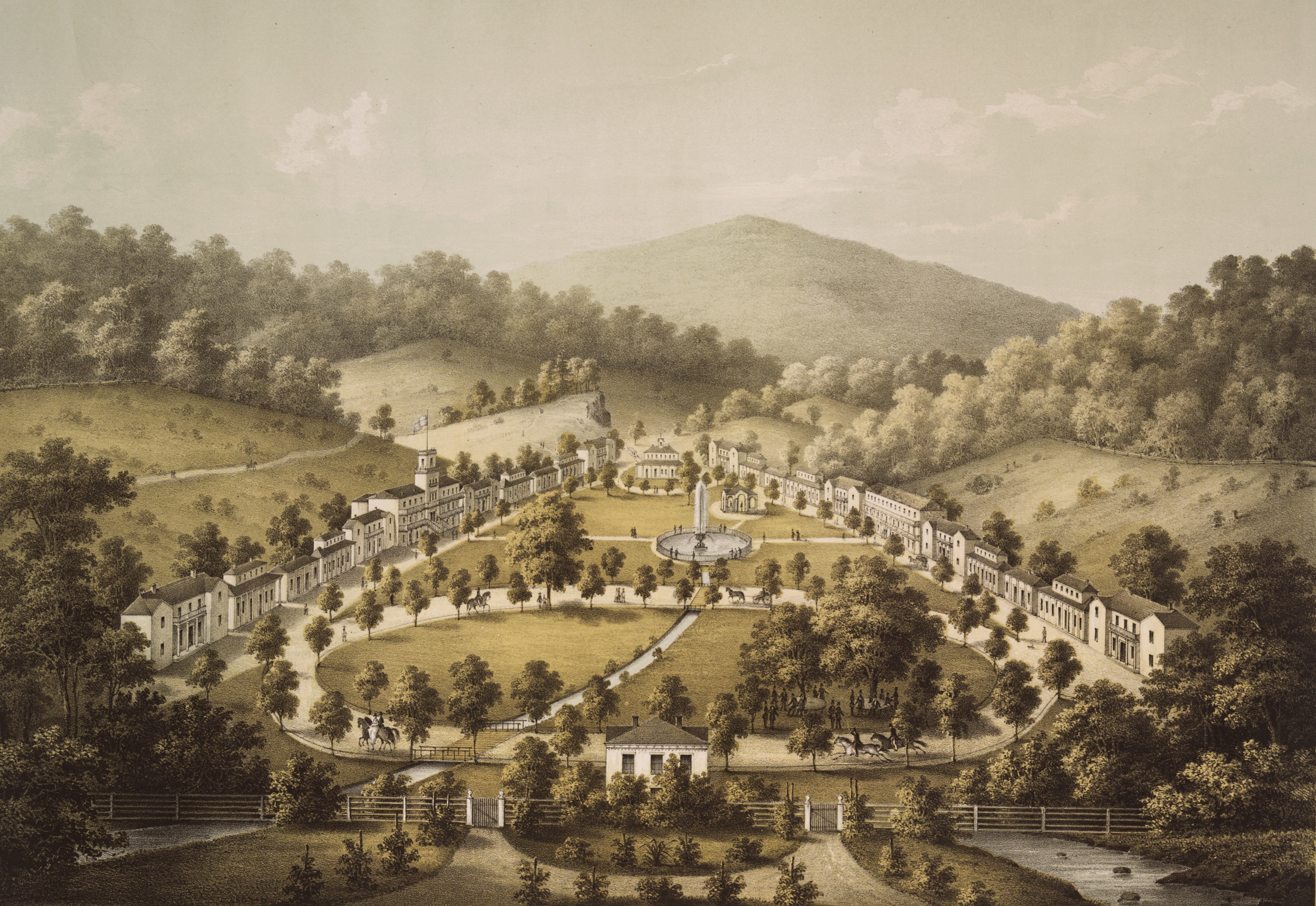
Montgomery White Sulphur Springs
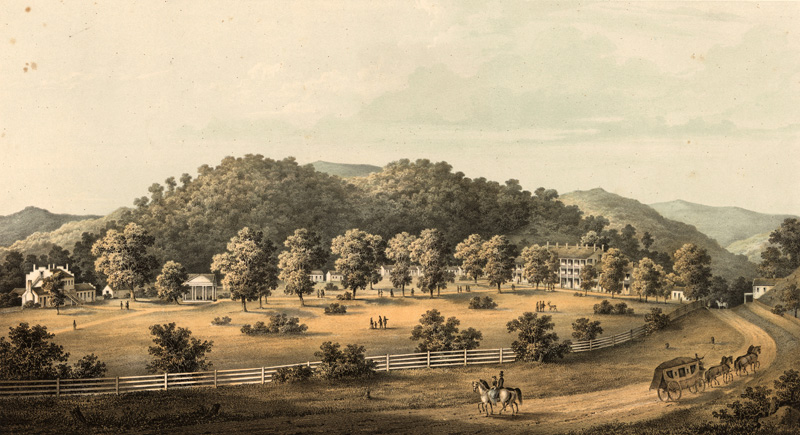
Blue Sulphur Springs Resort
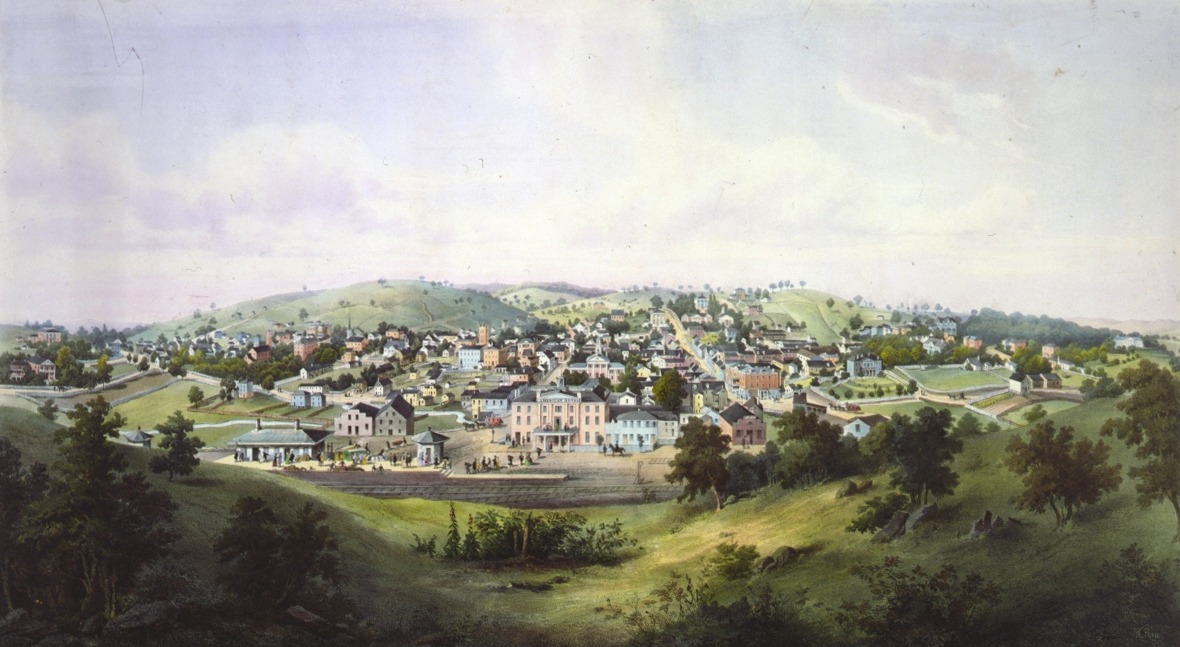
Staunton, Va.